# Bruno Conti
Bruno Conti (sinh ngày 13 tháng 3 năm 1955 ở Nettuno, tỉnh Roma) là một cầu thủ bóng đá người Ý.
Trong lịch sử bóng đá Italia, Bruno là một trong số ít những cầu thủ sở hữu nhãn quan chiến thuật và phát động tấn công tốt. Dù thân hình khá đậm, nhưng cựu tiền vệ Roma rất biết cách xoay xở, qua đó tạo vô số đường chuyền dọn cỗ cho các tiền đạo tuyến trên của ĐT Italia cũng như CLB Roma ghi bàn. Với lối chơi khoáng đạt và kỹ thuật xử lý bóng tinh tế, Bruno đã trở thành một trong những cầu thủ được yêu thích nhất trong lịch sử đội bóng màu áo Thiên Thanh.
Thống kê cho thấy, Bruno chỉ ghi được 5 bàn thắng sau 46 lần khoác áo ĐTQG nhưng ảnh hưởng của cựu cầu thủ Roma đối với lịch sử bóng đá Italia là vô cùng to lớn. Điển hình nhất là đường chuyền quyết định cho Paolo Rossi (mở tỉ số ở phút 56) ghi bàn trong trận chung kết với Tây Đức tại World Cup 1982 (Italia thắng 3-1). Qua đó, Italia lần thứ 3 VĐTG.
Ở cấp CLB, ít có cầu thủ nào gắn bó cả sự nghiệp với một CLB như Conti. Trong 18 năm theo đuổi sự nghiệp quần đùi áo số, danh thủ này chỉ gắn bó với Roma. Năm 18 tuổi, Conti đầu quân cho Roma. Đến mùa bóng 1975/76, Conti đã tới Genoa bằng bản hợp đồng cho mượn và tài năng của danh thủ này chỉ thực sự được khai phá trong màu áo Genoa. Với 3 bàn sau 36 trận, đội bóng áo Bã trầu đã đòi lại Conti vào mùa giải 1976 trước khi cho mượn lại vào mùa giải 1978/79. Kể từ khi trở lại sân Olimpico vào năm 1979, Conti trở thành cầu thủ bất khả xâm phạm dưới thời huấn luyện viên Valcareggi. Phong độ ổn định, lối chơi kỹ thuật nhưng hết sức hiệu quả, "sát thủ tóc dài" đã đưa Roma VĐ Italia mùa giải 1982/83 cùng 5 lần đăng quang tại Cúp QG.
Trong sự nghiệp cầu thủ, Bruno đã thi đấu tổng cộng 372 lần và ghi được 41 bàn thắng, trong đó có 304 lần dưới màu áo Roma. Với bề dày thành tích và những đóng góp to lớn cho Giallorossi, Bruno đã được Channel 4 bình chọn vào đội hình tiêu biểu mọi thời đại của Roma.
Sau khi giã từ sự nghiệp cầu thủ ở tuổi 36 (1991), Bruno đã tham gia vào công cuộc đào tạo tuyển trẻ cho Roma. Năm 2005, Bruno trở thành huấn luyện viên trưởng của Roma, nhưng ông không có được thành công ở vị trí mới. Chưa đầy một năm sau, chiếc ghế nóng đã được trao lại cho Luciano Spalletti. Hiện tại, Bruno đang là GĐKT của Roma.